# Белгород (хоккейный клуб)
Хоккейный клуб «Бе́лгород» — команда по хоккею с шайбой из города Белгород.
Выступал во второй лиге (2001/02, 2002/03), первой лиге (2003/04, 2009/10), высшей лиге (2004/05 — 2008/09). С сезона 2010/11 выступает в первенстве России среди клубных команд регионов.
В сезоне 2009/10 победил в регулярном первенстве зоны «Центр» и в плей-офф зоны «Центр» первой лиги.
27 апреля 2012 года ХК «Белгород» был принят в состав участников Первенства МХЛ.

## Достижения
- 2002—2003 г. II лига —  3 место
- 2003—2004 г. I лига —  Победитель регулярного чемпионате,  3 место по итогам плей-офф
- 2004—2005 г. Высшая лига — 11 место
- 2005—2006 г. Высшая лига — 11 место
- 2006—2007 г. Высшая лига — 6 место
- 2007—2008 г. Высшая лига — 7 место
- 2008—2009 г. Высшая лига — 8 место
- 2006—2009 г. Участники плей-офф
- 2009—2010 г. I лига —  Победитель регулярного чемпионата,  Победитель плей-офф
- 2010—2011 г. I лига — общее 4 место[2].